# Hotel Viking
Hotel Viking er et spahotel på Vikingvej i Sæby i Vendsyssel.
Hotellet ligger ud til Frederikshavnsvej/Sekundærrute 180 i den nordlige ende af byen, kun få hundrede meter fra Kattegat.
Hotellet blev bygget i 1961 af en nordmand og havde på daværende tidspunkt kun 21 værelser og to restauranter.
I 1982 købte Ina og Steen Fabricius hotellet og i 2015 overtog deres søn Brian Fabricius hotellet fra sine forældre.
Siden dets grundlæggelse i 1961 har hotellet gennemgået flere renoveringer. Hotellet består af 72 værelser, og et Wellness område på 3200 m2.
Hotel Viking deltog i 2020 i TV-programmet Løvens Hule, som i begyndelsen af 2021 blev vist på DR1. I løbet af programmet sikrede Hotel Viking sig en Investering på 2,5 millioner kroner fra Jacob Risgaard, som erhvervede sig 25% af ejerandelene.